# Вильнюсская художественная академия
Ви́льнюсская акаде́мия худо́жеств (лит. Vilniaus dailės akademija) — высшее учебное заведение в Литве, имеющее факультеты в Вильнюсе, Каунасе, Тельшяй и Клайпеде. Ректор — профессор Аудрюс Климас, известный литовский графический дизайнер.
Академия располагает своей библиотекой, шестью галереями, издательством (основано в 1993 году).

## Структура
В академии имеются факультеты:
- Вильнюсский
- Каунасский
- Тельшяйский
- Клайпедский
- Факультет магистратуры и докторантуры

## История

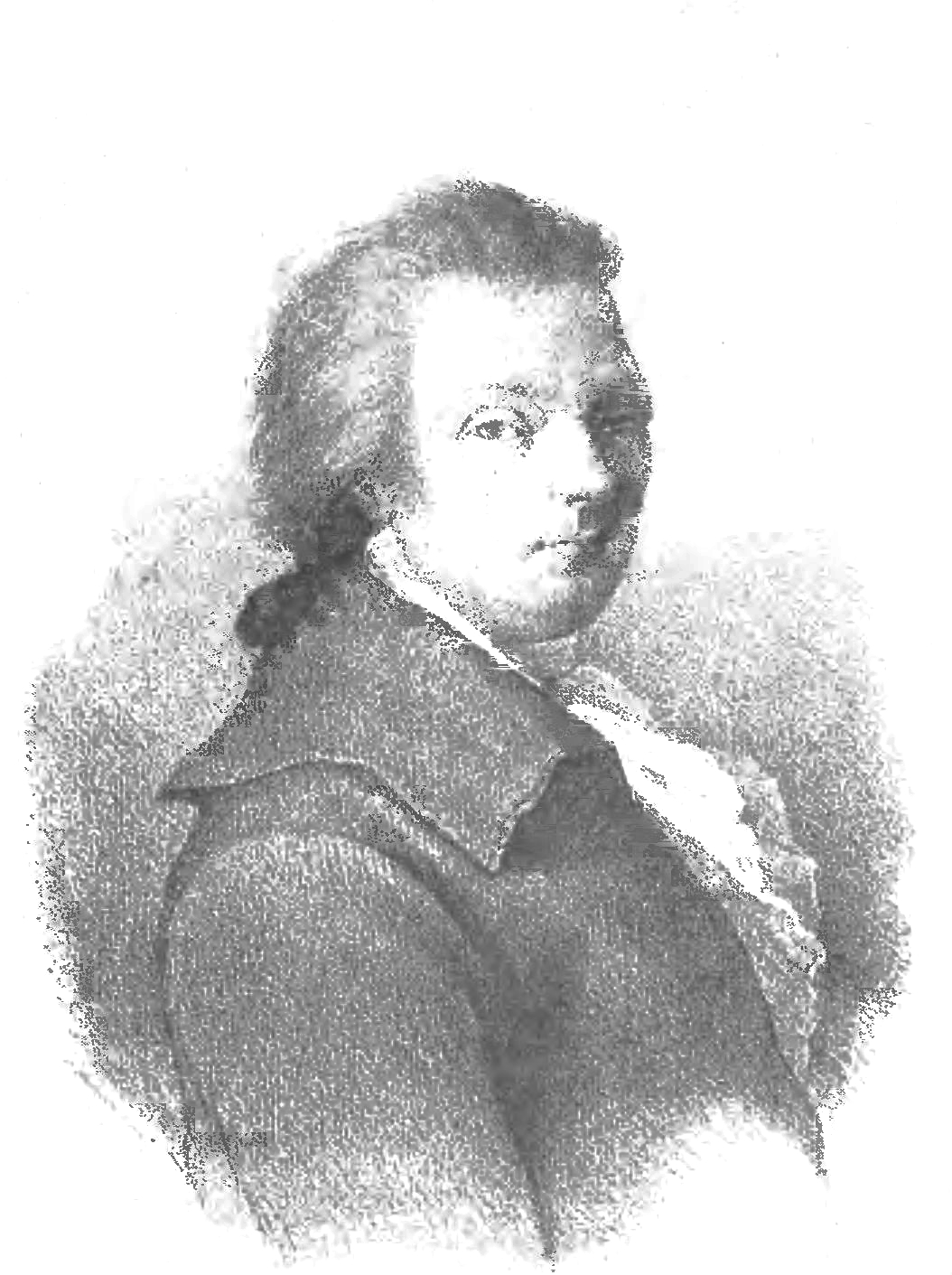
Франциск Смуглевич (Пранцишкус Смуглявичюс)

В 1793 году в Главной школе Великого княжества Литовского (в 1579—1781 годах Академия и университет виленский Общества Иезуитов) была учреждена кафедра архитектуры, которой начал руководить профессор Лауринас Гуцявичюс. В 1797 году была учреждена кафедра живописи и рисования. Некоторое время ею руководил профессор Пранцишкус Смуглявичюс, потом профессор Ян Рустем. В 1803 году Главная виленская школа была преобразована в императорский Виленский университет, в котором был учреждён факультет литературы и свободных искусств и началось преподавание истории искусств. Была учреждена кафедра скульптуры. В 1832 году университет был упразднен. Искусство в Вильно преподавалось в частных студиях Канута Русецкого и других, позднее в Рисовальной школе Ивана Трутнева.

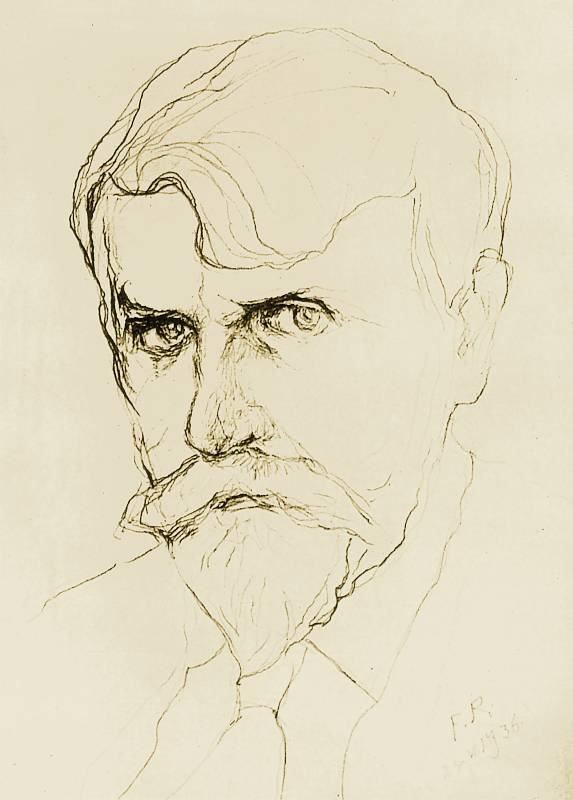
Фердинанд Рущиц, первый декан отделения изящных искусств УСБ

В 1919 году в Вильно начал действовать Университет Стефана Батория с отделением изящных искусств со студиями живописи, скульптуры и графики. В 1922 году в Каунасе, в независимой Литве, была учреждена Каунасская художественная школа со студиями живописи (1923), графики, скульптуры (1926), декоративной живописи (1929), керамики (1931), индустриального искусства (1938).
В 1940 году по принятии закона о художественных школах Каунасская художественная школа и отделение изящных искусств вильнюсского Университета Стефана Батория были реорганизованы в Каунасскую школу прикладного искусства и Вильнюсскую художественную школу. В 1941 году Каунасская школа прикладного искусства была переименована в Каунасский институт прикладного и декоративного искусства, а вильнюсская Художественная школа — в Вильнюсскую художественную академию. Во время Второй мировой войны обе школы были закрыты. Их деятельность была возобновлена в 1944 году (в Вильнюсе — как Вильнюсский государственный художественный Институт).
В 1951 году оба института были объединены в Государственный художественный институт Литовской ССР, который перешёл к советским планам и программам обучения. В институте были кафедры по специальностям: живопись (мольбертная живопись, фреска и мозаика, витраж, театральная декорация), графика, скульптура, архитектурная композиция и проектирование, керамика и художественный текстиль (последние две перенесены из Каунаса). В 1959 году в Каунасе было открыто вечернее отделение, в 1983 году преобразованное в факультет промышленного искусства.
В 1973 году были образованы два факультета — изобразительного искусства и прикладного искусства. В 1977 году в институте значилось 16 кафедр. Готовились художники по специальностям: живопись, графика, скульптура, декоративно-прикладное искусство, интерьер и оборудование, ландшафт, реставрация архитектор памятников, промышленное искусство, художественное оформление и моделирование изделий текстильной и лёгкой промышленности, монументально-декоративное искусство, искусствоведение.
В 1990 году учебное заведение было преобразовано в Вильнюсскую художественную академию. В 1991 году был учреждён Каунасский художественный институт.

### Новейшая история

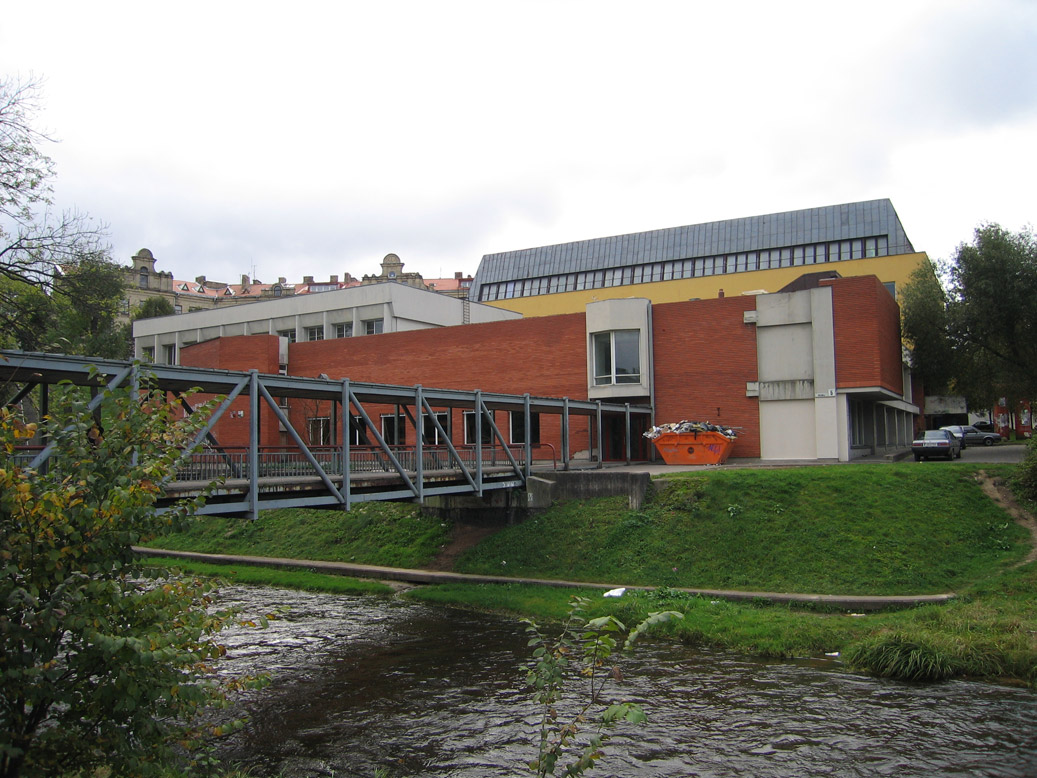
Здание академии на берегу Вильни (Ужупис)

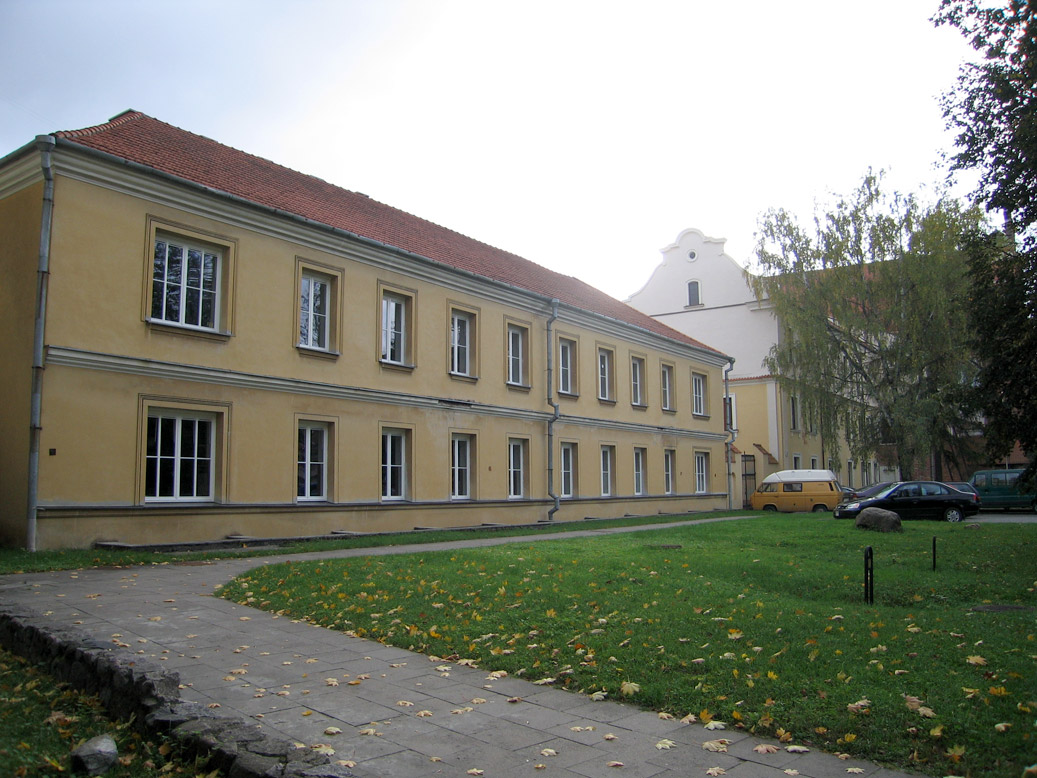
Старое здание Академии

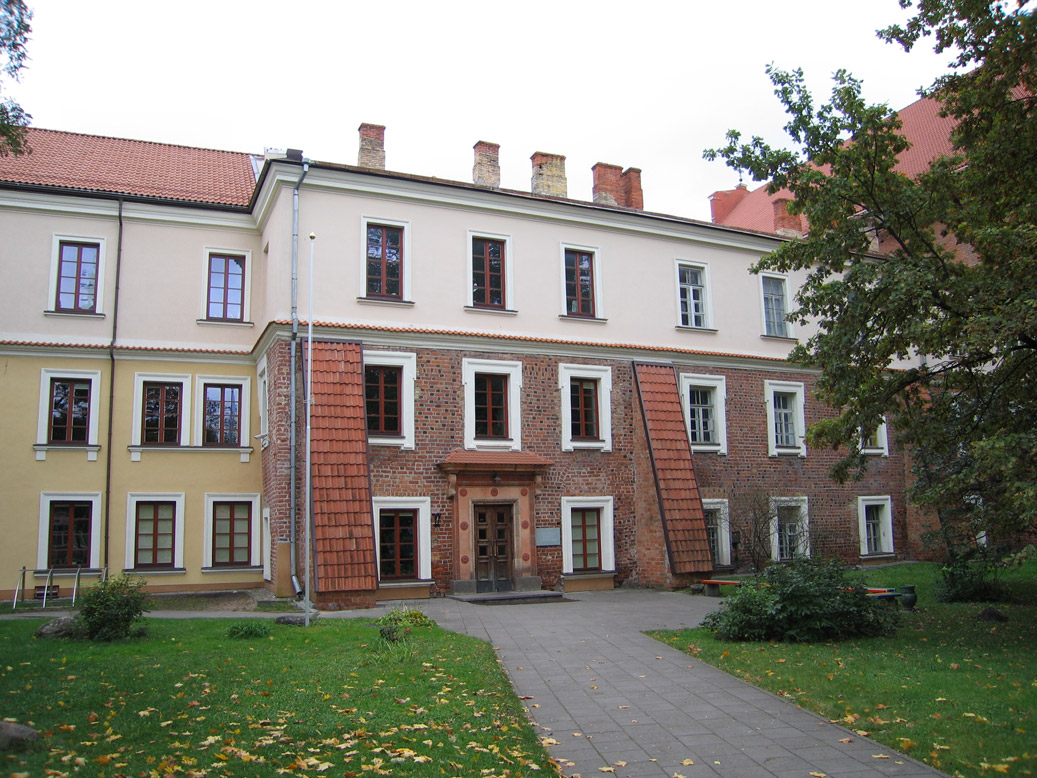

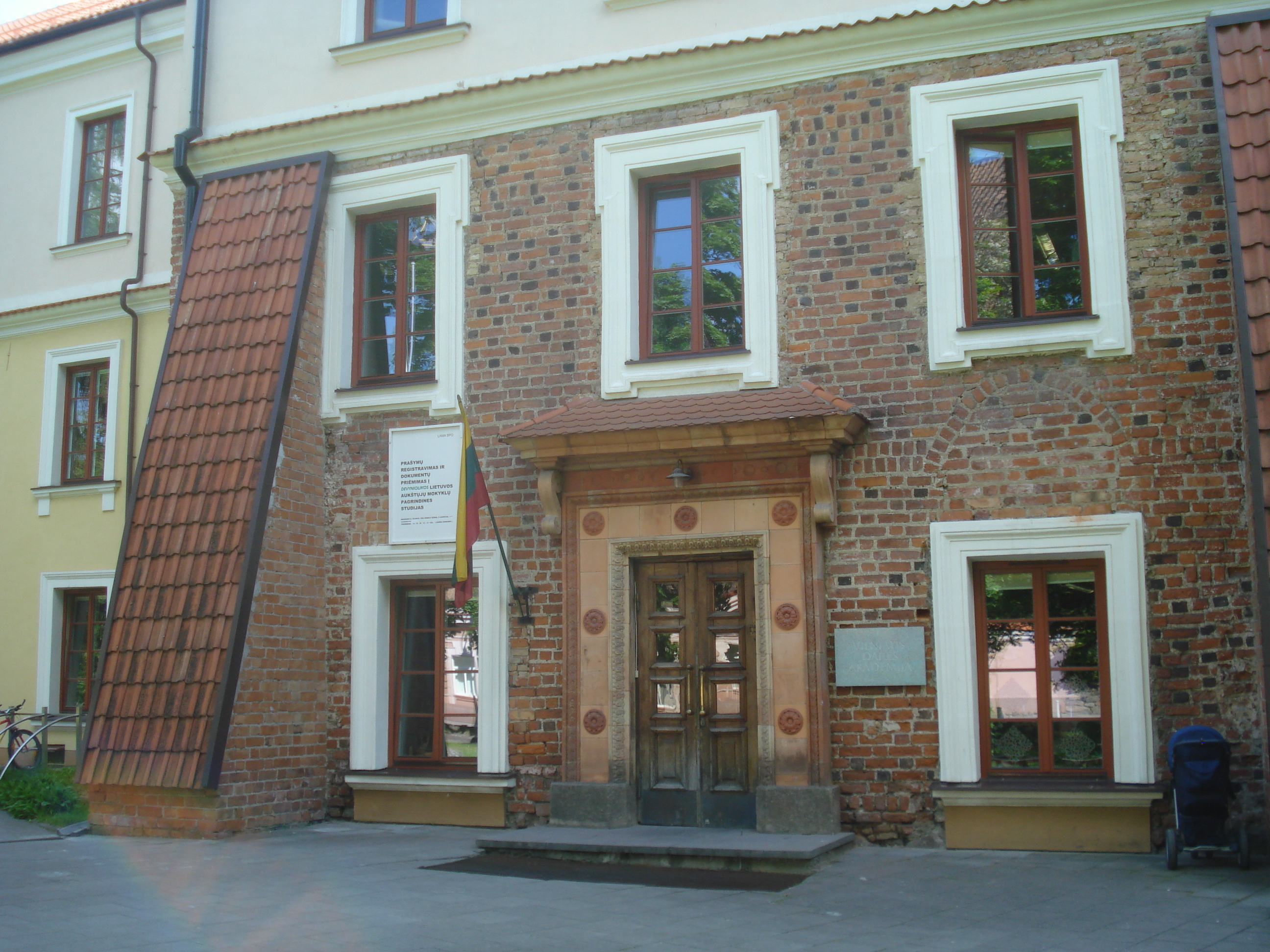

В 1991 году был принят Статут Академии. В том же году от кафедры текстиля была отделена кафедра дизайна костюма. В 1992 году была основана галерея Академии. Верховный Совет Литовской Республики подтвердил Статут ВХА. Первое звание Почётного доктора присвоено искусствоведу Владасу Дреме. В 1993 году свою деятельность начало издательство ВХА. Тогда же совместно с институтом Культуры и искусства учреждена докторантура искусствоведения.
В 1994 году ректором Академии стал профессор Арвидас Шалтянис. Учреждён Институт искусствоведения. В 1995 году был осуществлён переход к трём ступеням образования первой (основной) — бакалавриат, второй — магистратуры и третьей — докторантуры. Присвоены первые звания Почётного профессора. Кафедра графики праздновала 190-летие учреждения. Академия начала диспонировать студией на La Cite Internationale des Arts в Париже.
В 1996 году учреждена студия фотографии и видео-искусства. Академия впервые представлена в интернете.
В 1997 году был зарегистрирован Союз Литовских студентов-художников (с 2003 года — Представительство студентов Вильнюсской художественной академии). Академия вступила в CIRRUS — ассоциацию высших художественных школ государств Балтийского региона. Отмечено 200-летие учреждения кафедр Живописи. Избран новый сенат ВХА.
В 1998 году учреждён филиал в Тельшяй. Академии передано здание по адресу улица Майронё 3 в Вильнюсе.
В 1999 году ректором переизбран Арвидас Шалтянис. Открыта кафедра реставрации
В 2000 году учреждена кафедра менеджмента культуры и культурной политики ЮНЕСКО. Открыта галерея Антанаса Тамошайтиса и Анастазии Тамошайтене «Жидинис» во дворце Гурецких на углу улиц Доминикону и Гаоно.
В 2002 году была открыта кафедра дизайна интерьера. В 2003 году Каунасский художественный институт стал факультетом Академии. Филиал в Тельшяй стал факультетом Академии. Сейм Литовской Республики принял новую редакцию Статута Академии
В 2004 году начал работу Совет Академии. Ректором был избран профессор Адомас Бутримас, археолог по специальности, воспитанник исторического факультета Вильнюсского университета.. Клайпедская кафедра визуального дизайна праздновала 30-летие.
В 2005 году отмечено двухсотлетие кафедры Графики
Свою деятельность начал Центр инноваций Дизайна
Утверждена должность Проректора стратегического развития
В 2006 году дипломные работы бакалавров и магистров впервые представлены общественности.
академия впервые участвовала в международной программе магистратуры «Современные практики искусства».
Реорганизован институт Искусствоведения.
В 2007 году Национальная премия присвоена профессору Альфонсасу Андрюшкявичюсу.
В 2008 году был избран новый Сенат, его председателем стал профессор Алгимантас Мачюлис. Академия стала первым высшим учебным заведением в Литве, получившим международную аккредитацию всех преподаваемых программ.
В 2009 году ВХА участвовала в программе «Вильнюс — культурная столица Европы».

В 2010 году была утверждена новая структура ВХА с факультетами в Тельшяй и Каунасе, а три факультета в Вильнюсе реорганизованы в факультеты бакалаврских и высших программ.

Открыта колония в Ниде.
В 2011 году избран новый временный ректор профессор Андрюс Климас. Утверждён новый статут ВХА. Открыты докторантуры изобразительного искусства и дизайна и искусствоведения. Избран новый состав Сената во главе с председателем доцентом доктором Евой Куйзинене. В 2013 году был торжественно отмечен 220-летний юбилей Академии. Звания почётного доктора присвоено Ромуалдасу Будрису, почётного профессора — Саулюсу Валису.
В 2014 году ректором ВХА избран профессор Аудрюс Климас. Звание почётного профессора присвоено Кястутису Запкусу.

## Ректоры
- Мечисловас Булака (1944—1945)[3]
- Витаутас Юркунас (1951—1953)
- Витаутас Мацкявичюс (1953—1974)
- Винцентас Гячас (1974—1988)
- Витаутас Бредикис (1988—1994)
- Арвидас Шальтянис (1994—2004)
- Адомас Бутримас (2004—2012)
- Аудрюс Климас (2012—2019)
- Ева Скауроне (с 2019)